# Tourette de Nivelles
La Tourette de Nivelles est un bâtiment de la fin du XVIe siècle situé sur le territoire de la ville belge de Nivelles, en Brabant wallon.

## Localisation
La Tourette se dresse le long de l'avenue de la tour de guet, à quelques dizaines de mètres du parc de la Dodaine.

## Historique
La Tourette est une résidence de campagne que Marguerite de Haynin, princesse-abbesse de Nivelles de 1604 à 1623, se fit ériger en dehors des murs, à la fin du XVIe siècle.
Le bâtiment fut cédé en 1628 aux Jésuites par l'abbesse de Zuylen.
La Tourette fait l'objet d'un classement au titre des monuments historiques depuis le 5 novembre 1965.
Elle accueille aujourd'hui l'atelier d'un marionnettiste au deuxième étage.

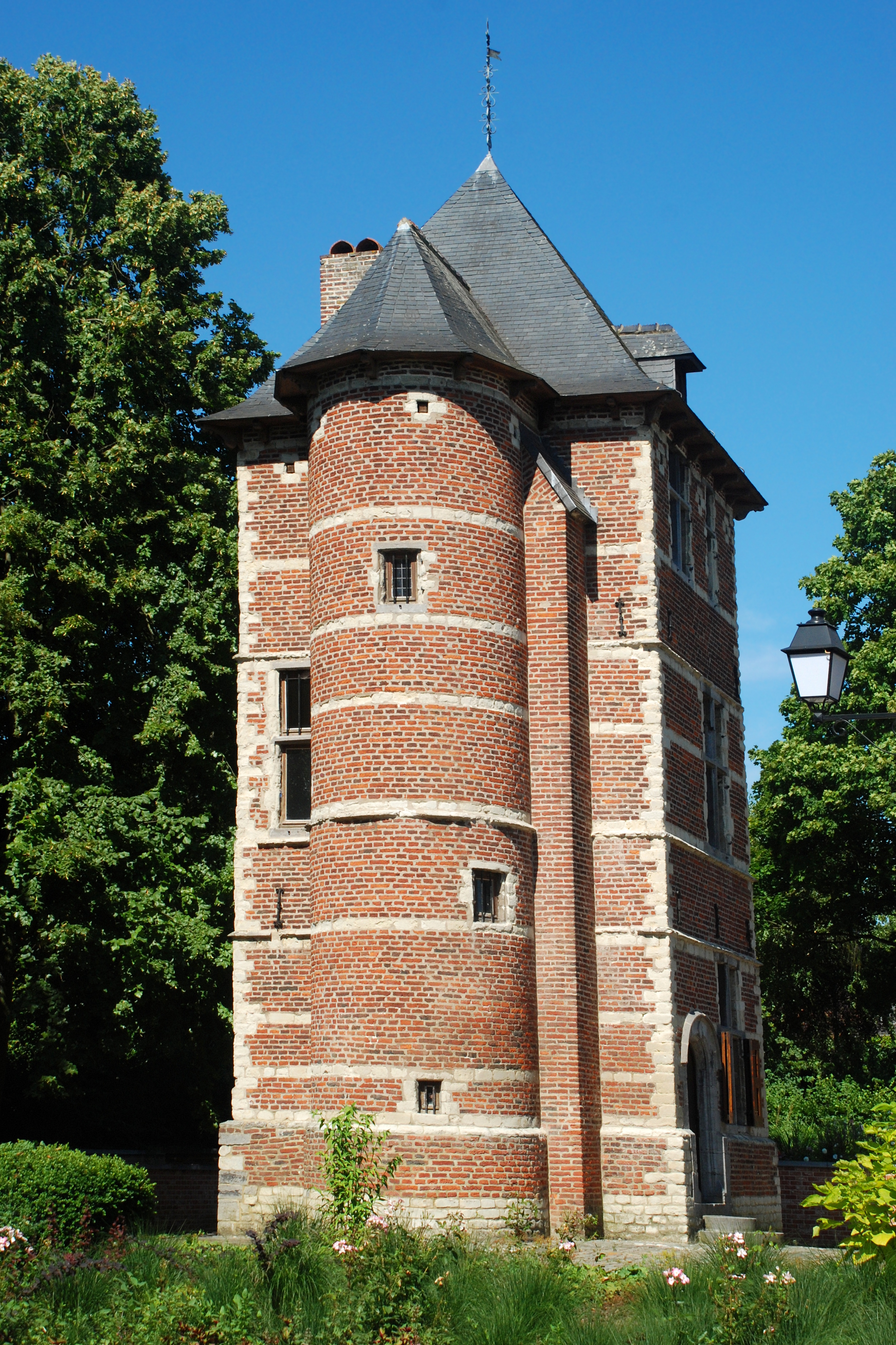
La tourette vue du sud.
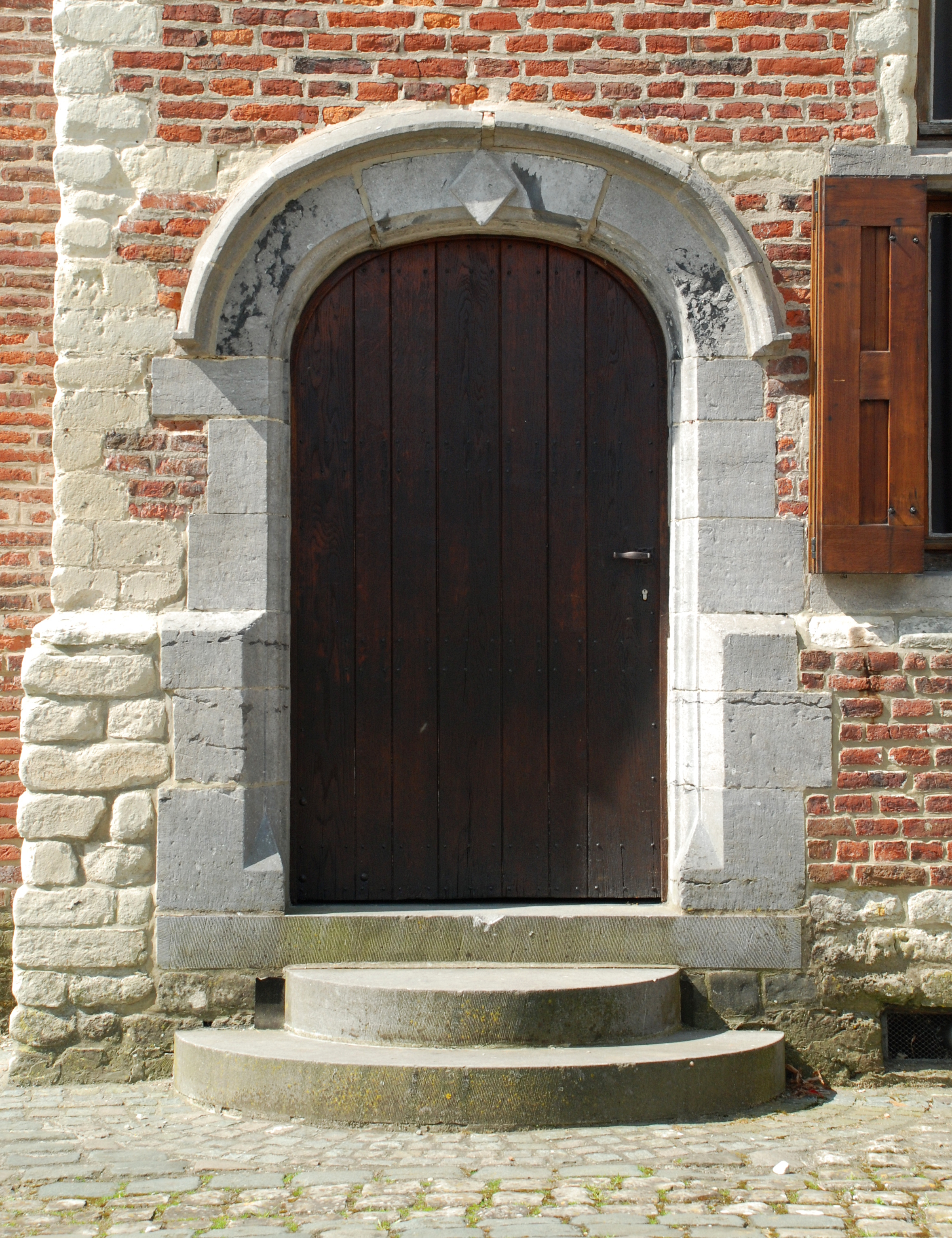
La porte.

## Architecture
La Tourette est un édifice de style traditionnel comportant un corps de logis carré de trois niveaux et une tourelle d'escalier semi-circulaire,.
Elle est édifiée en briques rouges striées de bandeaux de pierre blanche. La pierre blanche est également utilisée au niveau du soubassement, des chaînages d'angle et de l'encadrement des fenêtres.  
Les façades sont ornées par endroits d'ancres de façade et sont percées de trous de boulin juste sous la corniche.
La façade est percée d'une porte dont l'encadrement de pierre bleue est sommé d'un arc en anse de panier.
Chacun des niveaux du corps de logis carré est éclairé par une fenêtre rectangulaire à meneau et traverse de pierre bleue.